# Tivernon
Tivernon é uma comuna francesa na região administrativa do Centro, no departamento Loiret. Estende-se por uma área de 12,58 km². Em 2010 a comuna tinha 290 habitantes (densidade: 23,1 hab./km²).